# Santa Barbara Islanders
I Santa Barbara Islanders sono stati una franchigia di pallacanestro della CBA, con sede a Santa Barbara, in California, attivi tra il 1989 e il 1990.

## Stagioni
| Stagione | Lega | Denominazione           | V  | P  | %    | Piazzamento | Play-off             |
| -------- | ---- | ----------------------- | -- | -- | ---- | ----------- | -------------------- |
| 1989-90  | CBA  | Santa Barbara Islanders | 37 | 19 | 66,1 | 1º          | Finale di conference |